# Chiesa di San Martino Vescovo (Oleggio Castello)
La chiesa di San Martino Vescovo, o solo chiesa di San Martino, è la parrocchiale di Oleggio Castello, in provincia e diocesi di Novara; fa parte dell'unità pastorale di Arona.

## Storia
Secondo la leggenda, l'originaria cappella di Oleggio Castello fu fondata nel IV secolo dai santi Giulio e Giuliano.
La chiesa, rimaneggiata in epoca romanica, venne interessata da un intervento di rifacimento tra il 1668 e il 1677.

## Descrizione

### Facciata
La facciata a salienti della chiesa, che volge a ponente, presenta al centro il portale maggiore, abbellito da un affresco soprastante e protetto dal protiro sorretto da due colonne su cui s'impostano degli archi a tutto sesto, e una finestra semicircolare, mentre ai lati si aprono gli ingressi laterali e altrettante finestrelle a lunetta.
Annesso alla parrocchiale è il campanile in pietra a base quadrata, la cui cella presenta su ogni lato una monofora ed è coronata dalla cupoletta.

### Interno
L'interno dell'edificio si compone di tre navate, separate da colonne in pietra sorreggenti degli archi a tutto sesto, sopra cui corre la cornice sulla quale si imposta la volta; sono presenti pure quattro cappelle, di cui una ospitante il fonte battesimale e le altre tre dedicate rispettivamente a Sant'Anna, alla Beata Vergine Maria e a San Michele.